# Gregory M. Shreve
Gregory M. Shreve (* 3. August 1950) ist Professor Emeritus für Moderne und Klassische Sprachen an der Kent State University am Institute for Applied Linguistics in den USA. Zudem ist er seit 2011 als Lehrbeauftragter für Übersetzungswissenschaften an der New York University aktiv. Er ist Mitherausgeber der Zeitschrift Translation Spaces.

## Leben
Gregory M. Shreve wurde als Sohn eines amerikanischen Karrieremilitärs in Deutschland geboren und verbrachte seine Kindheit an verschiedenen Orten in den USA (Fort Leonard Wood, Missouri; Fort Bliss, Texas; Randolph County, West Virginia) und in Deutschland (Wiesbaden; Wertheim; Worms am Rhein; Hanau).
Shreve ist verheiratet mit Joan Nelson Shreve. Beide leben in Kent, Ohio und haben 3 gemeinsame Kinder.
Shreve studierte an der Arizona State University und erlangte 1975 einen Doktorgrad in Anthropologischer Linguistik an der Ohio State University und 1980 ein Certificate of Advanced Study (CAS) an der University of Pittsburgh. In den 1980er und 1990er Jahren war er als Gastprofessor an der Universidad de Granada, Spanien und der Universität Leipzig aktiv.
Er war gemeinsam mit Albrecht Neubert der Gründer und von 1988 bis 2004 der Direktor des Institute for Applied Linguistics an der Kent State University und von 2004 bis 2009 Vorsitzender der Fachabteilung Modern and Classical Language Studies ebendort.
Shreve lehrt weiterhin als Professor Emeritus an der Kent State University und als Lehrbeauftragter an der New York University.

## Forschung
- Empirische Übersetzungstheorie
- Kognitive Übersetzungswissenschaft
- Computerunterstützte Übersetzung
- Softwaretechnik
- Terminologielehre
- Deutsche Übersetzung
- Lokalisierung und Internationalisierung
- Digitale Bibliotheken (Mehrsprachige Wissensdatenbanken)

## Veröffentlichungen
- Gregory M. Shreve, Ojo Arewa: The Genesis of Structures in African Narrative: Zande Trickster Tales. Conch Magazine Limited, New York / London / Owerri 1975.
- Gregory M. Shreve: Nature and Language: A Semiotic Study of Cucurbits in Literature. In: American Anthropologist. Vol. 85, Ausgabe 1, 1983, S. 200.
- Gregory M. Shreve, Albrecht Neubert: Translation As Text. Kent State University Press. (= Translation Studies Series). 1992.
- Gregory M. Shreve, Gert Jäger, Klaus Gommlich: Text and Meaning. (= Kent Forum in Translation Studies). Institute for Applied Linguistics, Kent, Ohio 1993.
- Gregory M. Shreve, Albrecht Neubert, Klaus Gommlich: Basic Issues in Translation Studies: Proceedings of the Fifth International Conference. (= Kent Forum on Translation Studies). Institute for Applied Linguistics, Kent, Ohio 1996.
- Gregory M. Shreve, Joseph H. Danks, Stephen B. Fountain, Michael McBeath: Cognitive Processes in Translation and Interpreting. SAGE Publications 1997.
- Gregory M. Shreve, Vaughan, Liwen, Mike Thelwall, Shaoyi He, Marcia Zeng, Yin Zhang: Sharing and accessing Internet resources across barriers of nation, language, and collection. In: Proceedings of the American Society for Information Science and Technology. Vol. 40, Ausgabe 1, 2003, S. 457–458.
- Gregory M. Shreve, Lois Mai Chan, Marcia Lei Zeng, Daqing He, Yin Zhang: Important technical issues for digital libraries with multiple collections, different languages, and diverse audiences. In: Proceedings of the American Society for Information Science and Technology. Vol. 41, Ausgabe 1, 2004, S. 573–574.
- Gregory M. Shreve: Integration of Translation and Summarization Processes in Summary Translation. In: Translation and Interpreting Studies. Vol. 1, Ausgabe 1, 2006, S. 87–109.
- Gregory M. Shreve: Future Directions in Empirical Research: An Interview. In: Translation and Interpreting Studies. Vol. 2, Ausgabe 1, 2007, S. 191–204.
- Gregory M. Shreve, Erik Angelone (Hrsg.): Translation and Cognition. John Benjamins Publishing Company, Amsterdam/Philadelphia 2010.
- Beverly Adab, Peter A. Schmitt, Gregory M. Shreve (Hrsg.): Discourses of Translation. Festschrift in Honour of Christina Schäffner. Peter Lang, Leipzig 2012.
- Gregory M. Shreve: Measuring translation difficulty: An empirical study. In: Target. Vol. 26, Ausgabe 1, 2014, S. 98–127.